# Спектр действия фотосинтеза
Спектр действия фотосинтеза  — кривая зависимости интенсивности фотосинтеза от длины волны падающего света. Эта зависимость даёт понять при какой длине волны света наиболее эффективно протекают фотохимические реакции фотосинтеза. Хлорофилл гораздо более эффективно поглощает красную и синюю части спектра, которые наиболее эффективны для осуществления фотосинтеза. Поэтому на графике спектра действия присутствуют два пика в красной и синей области.
Спектр действия фотосинтеза типичного фотосинтезирующего организма по форме повторяет суммированные спектры поглощения его основных (хлорофиллы, бактериохлорофиллы) и вспомогательных пигментов (каротиноиды, фикобилины).
Основная роль в исследовании спектра действия фотосинтеза принадлежит К. А. Тимирязеву, который разработал точный метод учёта эффективности фотосинтеза, основанный на одновременном определении объёма поглощенного CO2 и выделенного O2 в замкнутом сосуде (эвдиометре). Используя этот метод он показал, что спектр действия фотосинтеза в целом совпадает со спектрами поглощения хлорофиллов, а значит именно эти молекулы ответственны за протекание фотосинтеза.